# Burgau
 For alternative betydninger, se de:Burgau (Begriffsklärung).
Burgau er en by i Landkreis Günzburg i Regierungsbezirk Schwaben i den tyske delstat Bayern. Burgau ligger ved floden Mindel.

## Historie
Burgau er nævnt første gang i 1147, i forbindelse med "Herren von Burguo".  Burgau rewgerede hele området, og var var markgrevskab fra 1212. I 1301 blev Burgau en eksklave af Østrig, hvilket det var til det Tysk-romerske rige ophørte i 1806, hvor markgrevskabet blev annekteret af Bayern.
I Den tyske bondekrig 1525 støttede Burgauerne Leipheims oprør, men kunne ikke afværge deres nederlag. Byen havde også hårde tider under trediveårskrigen og den Spanske Arvefølgekrig.
Burgau blev ved områdereformen i 1978 udvidet med de tidligere selvstændige kommuner Oberknöringen, Unterknöringen, Großanhausen, Kleinanhausen og Limbach.
I dag er byen hjemsted for en genoptræningsklinik for kranie- og hjerneskader.